# Karațiubîne, Korop
Karațiubîne (în ucraineană Карацюбине) este un sat în comuna Proletarske din raionul Korop, regiunea Cernihiv, Ucraina.

## Demografie
Componența lingvistică a localității Karațiubîne
     Ucraineană (99,02%)
     Alte limbi (0,98%)
Conform recensământului din 2001, majoritatea populației localității Karațiubîne era vorbitoare de ucraineană (99,02%), existând în minoritate și vorbitori de alte limbi.